# Глоба, Андрей Павлович
Андрей Павлович Глоба (1888—1964) — русский советский писатель, поэт, драматург.

## Биография
Родился в городе Ромны Полтавской губернии. Системного университетского образования не получил. Занимался самообразованием, много читал. Работал, рыбаком, маляром, чернорабочим на котельно-механическом заводе, репетитором. В ранней юности писал стихи и прозу. Начал печататься с 1915 года.
За полвека работы в литературе сочинял пьесы, обрабатывал мировую классику, переводил и пересказывал монгольские, бурятские, латышские, лезгинские песни и предания.
Широкой известностью пользовалась пьеса Глобы «Пушкин», посвящённая последним дням жизни поэта. Глобе также принадлежат драматические сцены «День смерти Марата» (1920), трагедия «Фамарь», водевиль «Любовь, бакалавр и подмастерье сапожного цеха» (1923), комедия «Венчание Хьюга» (1924), трагедия-фарс «Пётр-Первый» (1929) и др. Вызывала интерес зрителей пьеса Глобы «Остап», написанная по заказу Белорусской драматической студии и посвящённая жизни крестьян. В 1924 году театром «Твомас» («Театр вольных мастеров»), руководимым И. Г. Калабуховым, была осуществлена постановка пьесы «Венчание Хьюго». Мелодрама А. Глобы «Розита» была поставлена А. Я. Таировым на сцене Камерного театра в марте 1926 года. Пьеса была написана по сюжету немого фильма «Розита» с участием Мэри Пикфорд. В 1932 году в Московском театре сатиры была поставлена пьесы Глобы «Город Глупов» по Щедрину. В 1958 году в журнале «Современная драматургия» (№ 7) была опубликована пьеса Глобы «Русская дорога».
Выступал также как переводчик. В советских театрах в переработке Глобы шла знаменитая пьеса китайского драматурга Ван Шифу «Западный флигель» под названием «Пролитая чаша». Переводил также поэзию Г. Абашидзе, И.-В. Гёте, Г. Гейне, Д. Гулиа, А. Мицкевича, И. Франко, В. Шекспира и др.
В 1969 году вышел в свет итоговый, посмертный сборник Глобы «Песни и поэмы» с предисловием С. Наровчатова.
Похоронен на 1 участке Ваганьковского кладбища.

## Сочинения
- День смерти Марата: Драм. сцена. М.: Творчество, 1920. — 24 с.
- Уот Тайлер. Поэма. Иллюстрации М. Соломонова. Петербург Гос. Изд-во Петербург 1922. — 78 с.
- Корабли издалека. М.-Пг.: Творчество, 1922. — 48 с.
- Пьесы. М., 1922.
- Фамарь. Трагедия. Макет книги, обложка, фронтиспис, иллюстрации, заставки и концовки В. Фаворского. М.—Пг., Госиздат., 1923 г. 101 с., илл.
- Венчанье Хьюга. Московское театральное изд-во, 1924 — 75 с.
- Петр, Петр., Трагедия-фарс Л. Модпик 1929. — 80 с. 2 000 экз. На обложке и на шмуцтитуле — гравюры на дереве В. Фаворского
- Песни народов СССР. Художник Л.Мюльгаупт. М.: Гослитиздат, 1933. — 188 с.
- Запад: Песни / Предисл. ред; Оформл. Павла Кузнецова. Б. м.: Гослитиздат, 1936. — 224 с.
- Пушкин. Трагедия. / Ил. Н. Ульянов. М., Гослитиздат, 1937., 182 с., 20 000 экз.
- Пушкин. Трагедия в 4 актах. Театральный вариант. Обложка, заставки и концовки худ. А. Кучерова М.-Л. Искусство 1937. — 192 с., 10 000 экз.
- Пушкин. Трагедия. М.-Л., Искусство,1949.
- Драмы и комедии. М. Советский писатель 1960. — 400 с., 3 000 экз.
- Сказки дня и ночи. Макет и гравюры А. В. Сапожникова. Москва, Советский писатель. 1964. — 204 с., илл., 30 000 экз.
- Избранное. — Предисловие И. Гринберга. — М.: Художественная литература, 1974. — 512 с.
- «Любовь, бакалавр и подмастерье сапожного цеха», водевиль (1923)